# Amiclas

Mapa del sur del Peloponeso en la Antigüedad. La ciudad de Amiclas se encontraba al sur de Esparta.

Amiclas (en griego antiguo: Ἀμύκλαι; en latín: Amyclae) fue una antigua ciudad de Laconia en la orilla derecha del río Eurotas, y al sur de Esparta.

## Tradición
Su fundación se atribuye al rey lacedemonio Amiclas, padre de Jacinto. En la mitología griega se la conoce por ser el lugar de nacimiento de los Dioscuros. También, en algunas versiones, fue el lugar donde murieron Agamenón y Casandra y donde se ubicaban sus supuestas tumbas. Además, desde Amiclas partieron Pisandro y Orestes para colonizar Eólida. Es mencionada por Homero en el catálogo de las naves de la Ilíada como uno de los territorios acaudillados por Menelao. Fue ciudad de los aqueos hasta que, según la tradición, los dorios se apoderaron de la ciudad, al igual que del resto de Laconia. A continuación los conquistadores dividieron Laconia en seis distritos y cedieron Amiclas a Filónomo, que había persuadido al gobernante aqueo para que entregara la región. Este la repobló con colonos de Imbros y Lemnos, pero los aqueos permanecieron en la ciudad.

## Historia
Después de la primera guerra mesenia fue ocupada por el rey Teleclo de Esparta. Bajo el dominio espartano perdió importancia pero seguía siendo conocida principalmente por el festival de las Jacintias, que se hacía cada año, por el monumental trono realizado por Baticles y por la colosal estatua de Apolo en el templo de la ciudad, llamado Apolo Amicleo. Pausanias también ubicaba en sus proximidades un santuario de las Cárites y en la ciudad una estatua de Eneto, que triunfó en los Juegos Olímpicos, trípodes de bronce con relieves, bajo los que se encontraban las imágenes de varias divinidades, un templo de Alejandra con una estatua, además de otra imagen de Clitemnestra, y menciona que también se veneraba a Dioniso.
Polibio la cita en el marco de la Guerra Social (220–217 a. C.), destaca su fertilidad y la ubica a unos veinte estadios de Esparta.
Posteriormente el lugar donde se hallaba Amiclas fue llamado Sklavochori, fundado en el siglo XIV por los eslavos.

## Excavaciones
En el siglo XIX, William Martin Leake identificó Amiclas en la colina donde se había ubicado la capilla de Agia Kiriakí. Las primeras excavaciones fueron realizadas a partir de 1890 por Christos Tsountas, pero la fase más importante de los trabajos se llevó a cabo en el primer cuarto del siglo XX por equipos dirigidos sucesivamente por los arqueólogos alemanes Adolf Furtwängler, Ernst Fiechter y Ernst Buschor.
Los restos hallados en la colina de Agia Kyriaki del llamado «Amicleo» muestran que el lugar fue ocupado por un asentamiento al menos desde el Heládico Medio, pero los primeros elementos —numerosas estatuillas— que denotan que en ese lugar se desarrolló un lugar de culto son de época micénica. Este santuario se reutilizó desde el periodo geométrico hasta la antigüedad tardía pero hay dudas sobre si hubo una continuidad del culto entre los periodos micénico y geométrico. Se han identificado restos del trono descrito por Pausanias, de un altar circular escalonado, de muros que formaban el períbolo, de edificios y de tumbas, estas últimas pertenecientes al periodo bizantino.
Han sido múltiples, aunque aproximadas, las reconstrucciones del santuario intentadas en el siglo XX. Los estudiosos se han servido de los escasos fragmentos arquitectónicos del Amicleo. Probablemente hacia mediados del siglo VI, época en la que trabajó también en Esparta Teodoro de Samos, otro artista jonio, Baticles de Magnesia, fue llamado para construir el santuario, en el que se elevaba el trono de tamaño colosal de Apolo. De  la xoana del dios había una réplica en el santuario de Apolo en Tórnax. La estatua de culto arcaico, colocada en el podio que se construyó para encerrar el altar ctónico dedicado a Jacinto, estaba rodeada por una enciclopedia virtual de la mitología griega, a juzgar por la enumeración de Pausanias de los sujetos de los relieves: algunos trabajos de Heracles, sagas de númenes y héroes como Teseo, Belerofonte o Perseo. La elección de los temas representados pertenecea la tradición figurativa y mítico-cultural de Laconia. Baticles se representó a sí mismo y a sus colaboradores en la parte alta del trono.
El podio contenía el altar de Jacinto, en el que estaba enterrado, formaba la base de la estatua. Baticles ideó una solución: levantó alrededor del dios un monumento tal que «pareciera que Apolo estaba sentado en un trono.» El aspecto del trono era el de una balaustrada historiada con una serie de relieves con representaciones mitológicas: La balaustrada taparía hasta la mitad xoana arcaica, de modo que Apolo aparecería ante los peregrinos q que se aproximaban casi sentado.